# Sanremo Giovani 1997
La quinta edizione televisiva del concorso Sanremo Giovani si è svolta al Teatro Ariston di Sanremo il 12 novembre 1997, presentata dalla cantante Orietta Berti con la partecipazione di Fabio Fazio.

## Classifica, canzone e cantanti

### Ammesse al Festival di Sanremo 1998
1. L'eroe che sei tu Annalisa Minetti
2. Se Lisa

- Ci sono cose Costa
- Fa' che non sia mai Eramo & Passavanti
- Dimmi chi sei Paola Folli
- Ad occhi chiusi Luciferme
- Salvami Percentonetto
- Ora è il tempo Alessandro Pitoni
- Due dita sotto il cielo Serena C
- Regolare Taglia 42
- Beccati un no Liliana Tamberi
- Genova Nitti e Agnello
- La notte di San Lorenzo Federico Stragà
- Non servirà Luca Sepe

### Non ammesse al Festival di Sanremo 1998
- Quello che voglio Alex Britti
- Io non ti voglio più Massimiliano D'Apollo
- Spezzami il cuore Stefano De Maco
- Cara Valentina Max Gazzè
- Non sei tu Giuliodorme
- Veleno Idea
- Fammi volare Kaìgo
- Barbara Le Voci Atroci
- Gli angeli Madreblu
- Romantico Mao
- Dimmi che mi ami Rossella Nazionale
- Abitudini Soon
- Il più bravo del reame Mario Venuti
- Mamma t'ha fatto bella Daniele Vit

## Regolamento
I primi 14 cantanti classificati partecipano al Festival di Sanremo 1998.

## Orchestra
Della RAI diretta dal maestro Gianfranco Lombardi.

## Ascolti
| Messa in onda    | I parte        | I parte | II parte       | II parte |
| Messa in onda    | Telespettatori | Share   | Telespettatori | Share    |
| ---------------- | -------------- | ------- | -------------- | -------- |
| 12 novembre 1997 | 3.600.000      | 13,21%  | 2.323.000      | 18,64%   |